# 灰とダイヤモンド IZUMI TACHIBANA CONCERT TOUR "SUNSHINE 1993〜1994"
『灰とダイヤモンド IZUMI TACHIBANA CONCERT TOUR "SUNSHINE 1993〜1994"』（はいとダイヤモンド イズミ・タチバナ・コンサート・ツアー・サンシャイン・1993-1994）は、橘いずみ初のライブ・ビデオ。
VHS・LDは Sony Recordsより1994年12月1日、DVDは ソニー・ミュージックダイレクトより2012年2月26日に発売。
規格品番はVHS:SRVM-422、LD:SRLM-422、DVD:DYBL-263。

## 解説
- 橘いずみ初のライブ・ビデオ。
- 特定の一公演を映像化したものではなく、「Vanilla Night」TOURから1993年10月25日の渋谷公会堂、「Sunshine '94」TOURから1994年4月30日の渋谷公会堂、「Summer Sunshine '94」TOURから1994年9月3日の日比谷野外音楽堂において行われたライブから編集されている。
- 監督は板屋宏幸。
- 2010年5月よりソニー・ミュージックWeb通信販売サイト「Sony Music Shop」内の「オーダーメイドファクトリー」で復刻再プレスのリクエストが募集され、購入予約注文数が規定枚数に達したため2012年2月26日にDVDで再リリースされた。

## 収録曲
1. 灰とダイヤモンド
2. のぞみ
3. DARK ZOO
4. まにあうかもしれない
5. バニラ
6. 失格
 ・ロングバージョン。2019年3月8日発売CD-BOX『Izumi works from 1992-1997 〜Sony Music Years Complete Box〜』において音源化。
7. ピストル
8. オールファイト
9. ひとでなし
10. サルの歌
11. 愛してる
12. 大きくなりたい 
・アルバム未収録曲
13. ズレテル
14. 可愛い女
15. 上海バンドネオン
16. 1982年の缶コーラ
17. ハムレット
18. 太陽

## 参加ミュージシャン
Guitar：中野督夫・KIM
Drums：宮田繁男・藤文雄
Bass：山本耕右
Keyboard：鹿島伸夫・河合代介・太古富士子